# Episodi di Alto mare (seconda stagione)
La seconda stagione della serie televisiva Alto mare (Alta mar), composta da 8 episodi, è stata interamente pubblicata in prima visione sulla piattaforma di streaming Netflix il 22 novembre 2019, in tutti i Paesi in cui il servizio è disponibile.
| nº | Titolo originale     | Titolo italiano      | Pubblicazione Spagna | Pubblicazione Italia |
| -- | -------------------- | -------------------- | -------------------- | -------------------- |
| 1  | Casandra             | Casandra             | 22 novembre 2019     | 22 novembre 2019     |
| 2  | De entre los muertos | Dal mondo dei morti  | 22 novembre 2019     | 22 novembre 2019     |
| 3  | ¿Hay alguien ahí?    | C'è qualcuno?        | 22 novembre 2019     | 22 novembre 2019     |
| 4  | Cambio de manos      | Passaggio di mano    | 22 novembre 2019     | 22 novembre 2019     |
| 5  | El número final      | Atto finale          | 22 novembre 2019     | 22 novembre 2019     |
| 6  | El otro lato         | L'altro lato         | 22 novembre 2019     | 22 novembre 2019     |
| 7  | Culpables            | Colpevoli            | 22 novembre 2019     | 22 novembre 2019     |
| 8  | Amores que matan     | L'amore può uccidere | 22 novembre 2019     | 22 novembre 2019     |

## Casandra
- Titolo originale: Casandra
- Diretto da: Manuel Gómez Pereira
- Scritto da: Ramón Campos, Gema R. Neira, Daniel Martín Serrano, Curro Novallas & José Antonio Valverde

### Trama
Mentre il capitano Aguirre fa cercare Carlos a Varela e Pierre, cinque naufraghi del Victoria vengono accolti e accuditi da Rojas, incluso Casandra, che si dice abbia la chiaroveggenza. Da allora si sono verificate interruzioni di corrente e altre cose strane. Carlos si trincera sotto la minaccia di Verónica nella capanna di Sebastián, che, quando Francisca chiede di sua figlia, dà una mancia a Dimas.
Il regalo di Casandra e la deduzione di Dimas rivelano dove si trova Carlos. Eva e Dimas si intrufolano nella cabina e riescono a salvare Verónica, dopodiché Carlos viene catturato e rinchiuso in una gabbia. Pedro non riesce più a vedere dopo essere stato colpito alla testa. Nicolás riceve un telegramma dalla moglie in Brasile.

## Dal mondo dei morti
- Titolo originale: De entre los muertos
- Diretto da: Manuel Gómez Pereira
- Scritto da: Ramón Campos, Gema R. Neira, Daniel Martín Serrano, Curro Novallas & José Antonio Valverde

### Trama
Casandra afferma di percepire che una donna è stata uccisa sulla nave prima della partenza e che il suo spirito e l'assassino sono ancora sulla nave. La voce del suo presunto dono si sparge e preoccupa Carolina in particolare, mentre Eva e Fernando hanno dei dubbi. Eva vuole smascherare Casandra come un impostore e trova nella sua cabina una spina con il simbolo della Covadonga, l'antico nome di Barbara de Braganza. Casandra ammette di essere già stata sulla nave.
Sofia è stata rilasciata e vuole liberare Carlos, dal quale è incinta. Mentre Varela ricatta Natalia per il suo silenzio, Clara ha un esaurimento nervoso nella sua cabina e Natalia la esorta a riprendersi. Sebastián dichiara il suo amore per Verónica e si prepara con Dimas a proporle.

## C'è qualcuno?
- Titolo originale: ¿Hay alguien ahí?
- Diretto da: Lino Escalera
- Scritto da: Ramón Campos, Gema R. Neira, Daniel Martín Serrano, Curro Novallas & José Antonio Valverde

### Trama
Carolina ha visto il cadavere di una donna sul letto della sua cabina, ma è scomparso quando vuole mostrarlo a Eva e Fernando. Cassandra tiene una seduta spiritica con lei usando una tavola da strega, durante la quale il fantasma di una Rosa Marín sembra parlare con loro. Carolina li ha scelti per trovare aiuto. Un telegramma dal presunto porto di casa di Victoria mette in dubbio la storia del suo viaggio di Casandra, ma ha una spiegazione pronta. Da un'amica, Eva apprende la storia di Rosa Marín, una donna di Vigo scomparsa, sulla quale ottiene maggiori informazioni da Varela. Dopo aver inizialmente creduto che sua sorella avesse le allucinazioni, Eva alla fine vede anche il fantasma.
Natalia fa la contabilità, il che le permette di ripagare Varela, ma deve anche fare i conti con le dimissioni di Clara. Dopo che Dimas ha rivelato a Verónica cosa sta facendo Sebastián, non è sicura se accettare la proposta, ma poi dice di sì.

## Passaggio di mano
- Titolo originale: Cambio de manos
- Diretto da: Lino Escalera
- Scritto da: Ramón Campos, Gema R. Neira, Daniel Martín Serrano, Curro Novallas & José Antonio Valverde

### Trama
Dopo che Verónica ha visto la donna e ci sono stati dei furti sulla nave, c'è agitazione contro i naufraghi. Diversi eventi soprannaturali sembrano suggerire che Fernando abbia ucciso Rosa Marín e le sorelle scoprono che la conosceva. Eva pensa che Casandra abbia un piano e parla anche con suo padre mentre indaga. Da vecchi documenti scopre che Rosa era la figlia del proprietario del Covadonga.
Poiché Natalia teme che Clara possa essere la colpevole, Varela suggerisce di essere l'unica colpevole. Dopo che Dimas scopre che Sebastián è al verde e ha venduto il suo brevetto, fa una scenata alla festa di fidanzamento.

## Atto finale
- Titolo originale: El número final
- Diretto da: Manuel Gómez Pereira
- Scritto da: Ramón Campos, Gema R. Neira, Daniel Martín Serrano, Curro Novallas & José Antonio Valverde

### Trama
Nicolás vede anche il presunto fantasma far cadere qualcosa. Carolina trova Cassandra priva di sensi nella sua cabina e si prende cura di lei, a cui si prendono cura. Varela ha arrestato il ladro, l'amica di Eva, Julián, che le dice che Carolina è sotto sorveglianza. Nella loro cabina, Eva e Nicolás trovano una scala segreta per la cabina 3, da cui operano i naufraghi.
Quando il fantasma appare di fronte a Fernando, Eva e Nicolás riescono a confrontarsi con la donna. Casandra poi confessa di essere la sorella di Rosa Marín, Carmen e crede che Fernando, amato da Rosa, sia l'assassino. Questo spiega a Carolina di aver curato l'acquisto della nave con Rosa. Natalia afferma a Pierre che Clara ha avuto una relazione con Aníbal e lo ha ucciso da solo. Sebastián vuole parlare con Verónica e Dimas, ma lo rifiutano.

## L'altro lato
- Titolo originale: El otro lado
- Diretto da: Manuel Gómez Pereira
- Scritto da: Ramón Campos, Gema R. Neira, Daniel Martín Serrano, Curro Novallas & José Antonio Valverde

### Trama
L'addetto alla reception ammette di aver conosciuto Rosa e di averlo accompagnato a un incontro con Fernando sulla nave dove è stato sparato un colpo e si dice che Rosa e Fernando abbiano avuto una relazione. Carolina rivela una lettera di Rosa a Fernando che lei lo lascia e va a New York.
Quando Casandra confronta la lettera con le sue scartoffie, si rende conto che quanto sta dicendo alle sorelle non è la firma di Rosa. Per poter trovare il corpo di Rosa sulla nave, chiedono a Carlos dei passaggi segreti. Dietro il murale della reception troverai una scatola con il cadavere. Dopo aver litigato con Pierre, Clara sviene durante un'esibizione e muore per un'overdose di sonniferi. Sebastián escogita un piano per riconquistare il brevetto di Dimas.

## Colpevoli
- Titolo originale: Culpables
- Diretto da: Lino Escalera
- Scritto da: Ramón Campos, Gema R. Neira, Daniel Martín Serrano, Curro Novallas & José Antonio Valverde

### Trama
Fernando viene arrestato come il principale sospettato e confessa a Carolina di voler andare via con Rosa, ma le sorelle e Casandra credono nella sua innocenza. Concludono che uccidere Rosa per impedirle di avere voce in capitolo nella compagnia di navigazione avrebbe giovato maggiormente ad Aníbal. Scoprono che nonostante a suo padre non piacesse Fernando, voleva davvero che Carolina lo sposasse. Mentre parlano con Carlos, si rendono conto che è malato, quindi lo portano fuori dalla gabbia.
Mentre si prepara a scappare con Rojas, Sofía minaccia il capitano di ottenere l'oro, ma non c'è più. Sofía riesce a salire sulla scialuppa di salvataggio, ma Rojas spara a Carlos. Dopo che Pierre ha attaccato Natalia, Varela gli dice che intende far arrestare Natalia a Rio de Janeiro. Sebastián cerca di barare a poker, ma viene catturato e offre al suo socio in affari la casa di famiglia.

## L'amore può uccidere
- Titolo originale: Amores que matan
- Diretto da: Lino Escalera
- Scritto da: Ramón Campos, Gema R. Neira, Daniel Martín Serrano, Curro Novallas & José Antonio Valverde

### Trama
La nave arriva a Rio de Janeiro, ma non può attraccare fino a quando non viene trovato l'oro. Carlos soccombe alle ferite dopo aver giurato di non aver ucciso Rosa. Gli altri naufraghi catturano Carolina, sospettata di omicidio. Eva nota che Pedro può vedere di nuovo e ottiene l'oro da lui in modo che la nave possa entrare. Il poliziotto che lo prende lo dà a Sofia a terra.
Quando l'assistente di Casandra sta per lasciare la nave con Carolina in un baule, Eva e Fernando riescono a liberarli e Casandra li minaccia ma viene arrestato. Al momento del check-out, Carolina riconosce dalla firma di Francisca di aver falsificato la lettera ed è quindi l'assassino. Francisca confessa di aver esortato Rosa a lasciare Fernando e le ha sparato per legittima difesa. Quando vede il fantasma di Rosa, corre alla ringhiera e cade pesantemente sul ponte. Verónica, che ha deciso contro Sebastián, viene salutata da Dimas davanti all'ambulanza. Dopo che Eva vede la moglie di Nicolás riceverlo, le sorelle si allontanano con Fernando.